# Miracle (Calvin Harris ed Ellie Goulding)
Miracle è un singolo del DJ e della cantante britannici Calvin Harris ed Ellie Goulding, pubblicato il 10 marzo 2023.
La canzone è stata candidata ai Grammy Awards 2024 nella categoria miglior registrazione pop dance, divenendo la prima candidatura di Harris dal 2018 e la prima della Goulding dal 2016. Il brano ha inoltre occupato la prima posizione della Official Singles Chart britannica per otto settimane non consecutive.

## Descrizione e composizione
Otto anni dopo la pubblicazione di Outside nel 2015, Harris ha espresso il desiderio di tornare a collaborare con Goulding, proponendole il brano Miracles nel gennaio 2023. Secondo Harris, composizione della canzone lo ha riportato ai suoi primi giorni di produzione alla fine degli anni '90, scegliendo la cantante per la sua, citando la sua «voce angelica» e affermando che poteva essere «l'unica in grado di eseguire i vocalizzi della canzone».

## Successo commerciale
Nel Regno Unito Miracle ha esordito alla terza posizione della Official Singles Chart per la settimana del 17 marzo 2023, divenendo il 12° brano di Goulding e il 29° di Harris a esordire tra le prime dieci posizioni della classifica, nonché la loro collaborazione a collocarsi più in alto nella classifica. Il brano ha raggiunto la prima posizione tre settimane dopo divenendo il primo brano collaborativo tra i due artisti a ottenere tale risulta, oltre che essere l'11° singolo di Harris e il quarto di Goulding a occupare tale posizione nella loro carriera; inoltre Harris è divenuto l'ottavo artista con più top-ten della classifica, suoperando Eminem e Elton John, mentre Gouding è divenuta la terza artista donna britannica per numero di ingressi, sotto Jess Glynne e Cheryl. Miracle ha occupato la prima posizione della classifica per otto settimane non consecutive, diventando brano di Goulding a rimanere più settiame al numero uno e il secondo di Harris, eguagliando One Kiss con Dua Lipa.

## Classifiche

### Classifiche settimanali
| Classifica (2023) | Posizione massima |
| ----------------- | ----------------- |
| Australia         | 13                |
| Austria           | 44                |
| Belgio (Fiandre)  | 3                 |
| Belgio (Vallonia) | 3                 |
| Bielorussia       | 16                |
| Bulgaria          | 2                 |
| Canada            | 71                |
| Danimarca         | 18                |
| Estonia           | 2                 |
| Francia           | 20                |
| Germania          | 43                |
| Grecia            | 24                |
| Irlanda           | 1                 |
| Islanda           | 40                |
| Israele           | 96                |
| Kazakistan        | 5                 |
| Lituania          | 27                |
| Lussemburgo       | 10                |
| Moldavia          | 25                |
| Norvegia          | 27                |
| Nuova Zelanda     | 37                |
| Paesi Bassi       | 6                 |
| Polonia           | 31                |
| Portogallo        | 99                |
| Regno Unito       | 1                 |
| Repubblica Ceca   | 74                |
| Russia            | 8                 |
| Slovacchia        | 51                |
| Svezia            | 22                |
| Svizzera          | 23                |
| Ucraina           | 160               |

### Classifiche di fine anno
| Classifica (2023) | Posizione |
| ----------------- | --------- |
| Australia         | 48        |
| Bielorussia       | 42        |
| Danimarca         | 51        |
| Estonia           | 7         |
| Francia           | 76        |
| Germania          | 98        |
| Islanda           | 96        |
| Kazakistan        | 31        |
| Paesi Bassi       | 11        |
| Regno Unito       | 5         |
| Russia            | 33        |
| Svezia            | 81        |
| Svizzera          | 83        |
| Classifica (2024) | Posizione |
| Bielorussia       | 192       |

## Riconoscimenti
Grammy Award
- 2024 – Candidatura alla miglior registrazione pop dance

BRIT Award
- 2024 – Candidatura alla canzone dell'anno